# Līqenāb
Līqenāb (persiska: ليقِناب, ليقناب) är en ort i Iran.   Den ligger i provinsen Lorestan, i den nordvästra delen av landet, 300 km sydväst om huvudstaden Teheran. Līqenāb ligger 2 107 meter över havet och antalet invånare är 175.
Terrängen runt Līqenāb är kuperad.Runt Līqenāb är det tätbefolkat, med 257 invånare per kvadratkilometer. Närmaste större samhälle är Borujerd, 15,9 km söder om Līqenāb. Trakten runt Līqenāb består i huvudsak av gräsmarker.